# 蠟筆小新：風起雲湧 光榮燒肉之路
《蠟筆小新：風起雲湧 光榮燒肉之路》（日语：クレヨンしんちゃん 嵐を呼ぶ 栄光のヤキニクロード），是蠟筆小新系列的第11部動畫电影，於2003年4月19日在日本上映。

## 概要
- 水島努所執導的第一部蠟筆小新电影版作品。和感人肺腑劇情為主的前作不同，本作為有著大量動作鏡頭的逃亡戲碼的喜劇電影。
- 作為故事尾聲舞台的靜岡縣熱海市，細微的部分描繪了許多真實存在的建築，然而也有僅存在於電影中的虛構場景。
- 新角色的名字部分來自伊豆半島的地名，如堂堂島、下田。
- 於2003年（第7屆）日本新媒體動漫藝術節上，入選了動畫部門的審查委員會推薦作品。
- 原作和電視動畫出場的主要人物方面。廣志的部下川口首次在劇場版出場。娜娜子的第一代配音員紗百合在這部作品是她最後一次在劇場版系列配音的作品，之後在2015年的第23部《蠟筆小新：我的搬家物語 仙人掌大襲擊》則由2012年接任的第二代配音員伊藤靜獻聲。

## 故事
某個早晨，野原家眾人發現早餐意外地寒酸並向美冴抱怨，之後才明瞭這都是為了晚上的燒肉大餐。就在這時，外面的圍牆被人開車撞塌了，一名神秘男子跑進屋內向野原一家求救。追擊而來的神秘組織在他們面前出現，打算將眾人帶走，野原一家不從而往外逃走。為了躲避神秘組織，野原一家四處躲藏，此時卻遭警方認定為兇惡通緝罪犯，以一億獎金懸賞。阿吉及小美曾打算活捉他們獲得獎金，熟識的人們亦與其切割，野原一家逼不得已只好離開春日部。然而，這一切事件其實都跟總部設於靜岡縣熱海市的神秘組織「甜蜜男孩有限公司 Sweet Boys」有關，為了阻止甜蜜男孩的陰謀，野原一家決定前往熱海。但在途中一度被甜蜜男孩所追上，導致野原一家就此分散。儘管如此，五人仍然由不同的道路前往熱海。一家人為了晚上的燒肉大餐的執著與決心讓三大幹部的追擊部隊吃足苦頭，終於在熱海一家團聚，並直搗甜蜜男孩總部。

## 登場角色
| 配音員            | 配音員        | 配音員   | 角色                    | 介紹 |
| 日本              | 臺灣          | 香港     | 角色                    | 介紹 |
| 原著角色          | 原著角色      | 原著角色 | 原著角色                | 原著角色 |
| ----------------- | ------------- | -------- | ----------------------- | --- |
| 矢島晶子          | 蔣篤慧        | 劉惠雲   | 野原新之助              | 本作核心人物。因甜蜜男孩的陰謀，而遭以「幼兒變態罪」罪嫌通緝。 |
| 藤原啓治          | 于正昇        | 陳旭明   | 野原廣志                | 小新的父親。因甜蜜男孩的陰謀，而被以「異臭物陳列罪」罪嫌通緝。 |
| 楢橋美紀          | 呂佩玉        | 譚淑英   | 野原美冴                | 小新的母親。因甜蜜男孩的陰謀，而被以「謊報年齡詐欺罪」罪嫌通緝。 |
| 興梠里美          | 賀世芳        |          | 野原向日葵              | 小新的妹妹和野原家所飼養的小狗。因甜蜜男孩的陰謀，而分別遭到以「結婚詐欺罪」及「聚眾飆車」、「酒後駕駛」兩項罪嫌通緝。                                                   |
| 真柴摩利          | 賀世芳        |          | 小白                    | 小新的妹妹和野原家所飼養的小狗。因甜蜜男孩的陰謀，而分別遭到以「結婚詐欺罪」及「聚眾飆車」、「酒後駕駛」兩項罪嫌通緝。                                                   |
| 真柴摩利          | 賀世芳        | 周文瑛   | 風間徹                  | 小新的四位玩伴。從電視報導得知野原一家的罪行後，接受了天城的糖果賄賂，便在正男家設下圈套等待小新的到來。                                                                 |
| 林玉緒            | 楊凱凱        | 龍德瓊   | 櫻田妮妮                | 小新的四位玩伴。從電視報導得知野原一家的罪行後，接受了天城的糖果賄賂，便在正男家設下圈套等待小新的到來。                                                                 |
| 一龍齋貞友        | 魏伯勤        | 吳小藝   | 佐藤正男                | 小新的四位玩伴。從電視報導得知野原一家的罪行後，接受了天城的糖果賄賂，便在正男家設下圈套等待小新的到來。                                                                 |
| 佐藤智惠          | 于正昇        | 姜麗儀   | 阿呆                    | 小新的四位玩伴。從電視報導得知野原一家的罪行後，接受了天城的糖果賄賂，便在正男家設下圈套等待小新的到來。                                                                 |
| 納谷六朗          | 魏伯勤        | 黎家希   | 高倉文太                | 野原一家逃出時，最先尋求幫助的對象。 |
| 高田由美          | 賀世芳        | 王夢華   | 吉永綠                  | 野原一家逃出時，最先尋求幫助的對象。 |
| 富澤美智惠        | 蔣篤慧        | 莊巧兒   | 松坂梅                  | 野原一家逃出時，最先尋求幫助的對象。 |
| 三石琴乃          | 魏晶琦        | 吳小藝   | 上尾真澄                | 野原一家逃出時，最先尋求幫助的對象。 |
| 鈴木玲子          | 魏晶琦        |          | 北本太太 （鄰居歐巴桑） | 野原一家的隔壁鄰居。 |
|                   |               |          | 野原銀之介              | 廣志的父親、小新與小葵的爺爺。在野原一家被通緝時，遭警方列為關係人物。                                                                                                   |
| 阪口大助          | 吳文民        | 鄧肇基   | 阿吉                    | 為了高額的懸賞獎金而打算活捉野原一家。 |
| 草地章江          | 賀世芳        | 謝穎茵   | 小美                    | 為了高額的懸賞獎金而打算活捉野原一家。 |
| 玄田哲章          | 魏伯勤        |          | 動感超人                | 節目放映時，兩人出現於緊急插播中，並拿著小新的照片稱他是「恬不知恥的小壞蛋」，同時呼籲全國的孩子們能夠逮捕這名「壞蛋的幫兇」。                                           |
| 小櫻悅子          | 賀世芳        | 王夢華   | 咪咪子                  | 節目放映時，兩人出現於緊急插播中，並拿著小新的照片稱他是「恬不知恥的小壞蛋」，同時呼籲全國的孩子們能夠逮捕這名「壞蛋的幫兇」。                                           |
| 宇垣秀成          | 魏伯勤        | 李家傑   | 社長                    | 在野原一家被通緝時，社長和部長共同召開記者會宣布營業部組長野原廣志即刻起暫時停職以示懲戒，並向社會大眾道歉。                                                             |
| 郷里大輔          | 吳文民        |          | 部長                    | 在野原一家被通緝時，社長和部長共同召開記者會宣布營業部組長野原廣志即刻起暫時停職以示懲戒，並向社會大眾道歉。                                                             |
| 中村大樹          | 孫誠          | 蔡忠衛   | 川口                    | 在野原一家被通緝時，社長和部長共同召開記者會宣布營業部組長野原廣志即刻起暫時停職以示懲戒，並向社會大眾道歉。                                                             |
| 本作角色          |               |          |                         | |
| 石丸博也          | 孫誠          | 李家傑   | 白衣男                  | 莫名其妙向野原一家求助的神秘男子，使得野原家遭到「甜蜜男孩」的追擊。其真實身分為甜蜜男孩首領．老大（甜蜜男孩有限公司代表）的哥哥。                                       |
| 真殿光昭          | 孫誠          | 張國洪   | 卡車男                  | 廣志攔下的小貨車司機。對於女裝的廣志一見鍾情，後根據水島努導演的解釋，其實伊應為「雙性戀」。在明白了野原家的狀況後，便熱心的載著他們前往熱海。本作中野原家唯一的協力者。 |
| 興梠里美          | 賀世芳        |          | 埼玉的小玉              | 叫聲和小葵一模一樣的海豹。 |
| 德弘夏生          | 吳文民        |          | 堂堂島少校              | 甜蜜男孩三大幹部之一。奉命追擊野原一家，個性冷靜沉著。配戴費多拉帽及太陽眼鏡為其特徵，知道天城暗戀自己，最後向她展示自己家庭的照片，表示自己已婚有小孩。                 |
| 江原正士          | 符爽          | 蔡忠衛   | 下田長九朗              | 甜蜜男孩三大幹部之一，職稱為營業部長。上班族裝扮，肥胖的中年男子，已婚。                                                                                                 |
| 西川宏美          | 賀世芳        |          | 下田妻子                | |
| 皆川純子          | 魏晶琦        |          | 天城                    | 本部電影女主角，甜蜜男孩三大幹部之一，唯一的女性，暗戀堂堂島少校，後來因為亂來被他打了一巴掌及知道他已婚有小孩而失戀。                                                   |
| 石塚運昇          | 魏伯勤        | 黎家希   | 老大                    | 甜蜜男孩有限公司代表，被稱為「老大」。身著古羅馬時期的穿著，留有濃密的落腮鬍，自稱「伊豆半島最會流汗的男人」。為白衣男的親弟弟。                                         |
| 池澤春菜 松岡由貴 | 魏晶琦楊凱凱  | 王夢華   | 動感生啤女郎            | 推銷動感啤酒的兩位Showgirl。 |
| 堀越真己          | 魏伯勤 魏晶琦 |          |                         | |
| 江川央生          |               |          | 怪人                    | |

## 登場兵器
UH-1
甜蜜男孩追蹤部隊於遊樂園時所搭乘的軍用直升機，各自代號以顏色加上鳥類來命名，如「黃天鵝」、「黑鷹」。
而後，黑鷹被天城所劫機，她蠻橫殘暴的操縱手法使得尾旋翼毀損，導致墜機。
直升機邊旋轉邊墜落時，駕駛員的台詞參考自電影《黑鷹計畫》。
啟動裝置
用於啟動催眠增幅裝置「熱海開花子」的大型電腦裝置，外觀類似Power Mac G4 Cube，而蘋果標誌則以梅花取代。
一旦通關密碼設定成功，機器上頭的梅花將會盛開綻放。密碼一旦設定，似乎不得更改。
熱海開花子
原文為熱海サイ子。甜蜜男孩所製造的催眠增幅裝置。為類似桂冠的頭帶型裝置，需啟動大型電腦才能驅動。
配戴者可藉由大腦的想像力讓影像具象化，便可控制熱海市中所有生物的姿態（劇中曾出現如壽司、馬桶等，甚至也能變成如肥嘟嘟左衛門的虛構角色），甚至能夠控制記憶。

## 音樂
| 類別   | 曲名         | 作詞       | 作曲       | 編曲     | 歌手                     |
| ------ | ------------ | ---------- | ---------- | -------- | ------------------------ |
| 片頭曲 | 「PLEASURE」 | 黒須チヒロ | 細井かおり | 清水信之 | 華原朋美（日本華納音樂） |
| 插入曲 | 「」         | 水島努     | 荒川敏行   | 荒川敏行 | ボス（石塚運昇）         |
| 片尾曲 | 「」（）     | 小百合     | 岩崎貴文   | 齊藤英夫 | 野原一家                 |

## VHS．DVD發售
- VHS - 於2004年3月25日由萬代影視發售。
- DVD - 於2004年11月26日由萬代影視發售。

## 相關都市
- 靜岡縣熱海市
- 埼玉縣春日部市

## 外部連結
- 互联网电影数据库（IMDb）上《蠟筆小新：風起雲湧 光榮燒肉之路》的资料（英文）
- Yahoo奇摩電影上《蠟筆小新：風起雲湧 光榮燒肉之路》的資料（繁體中文）
- 開眼電影網上《蠟筆小新：風起雲湧 光榮燒肉之路》的資料（繁體中文）
- 时光网上《蠟筆小新：風起雲湧 光榮燒肉之路》的資料（简体中文）
- 豆瓣电影上《蠟筆小新：風起雲湧 光榮燒肉之路》的資料 （简体中文）